# أمينة المودن
أمينة المودن (مواليد 3 يناير 1984) رياضية مغربية متخصصة في رمي القرص.

## مسيرتها
بعد النجاح على المستوى الإقليمي في صنف الناشئين، فازت بالميدالية البرونزية في بطولة شمال أفريقيا لعام 2003، والميدالية الفضية في دورة الألعاب العربية 2004. بعد فترة توقف طويلة عن المشاركات الدولية، فازت بالميدالية البرونزية في بطولة أفريقيا لألعاب القوى 2014، وحصلت على الميدالية الذهبية في البطولة العربية لألعاب القوى 2015، وحصلت على المركز الثامن في بطولة أفريقيا لألعاب القوى 2016، وحصلت على الميدالية الفضية في ألعاب التضامن الإسلامي 2017، والميدالية الذهبية في البطولة العربية لألعاب القوى 2017.
على الصعيد العالمي، مثّلت أفريقيا في كأس العالم لألعاب القوى 2014 وحلّت في المركز الثامن. أفضل رمية شخصية لها هي 52.64 متر، حقّقتها في أكتوبر 2004 في الألعاب العربية في الجزائر.

## روابط خارجية
- أمينة المودن على موقع الاتحاد الدولي لألعاب القوى (الإنجليزية)